# エドアブラザメ
エドアブラザメ（江戸油鮫、学名:Heptranchias perlo）は、カグラザメ目カグラザメ科に分類されるサメの一種。エドアブラザメ属 (Heptranchias) は単型。世界中の深海に生息し、7対の鰓裂を持つ数少ないサメの一種であり、この特徴を持つ種はエドアブラザメとエビスザメのみである。小型だが活発で貪欲な種で、無脊椎動物や小魚を捕食する。捕獲されると防御のため噛み付こうとする。商業的にはあまり重要でない。

## 分類
属名はギリシア語の「heptra (7本) 」と「agchein (絞り) 」に由来し、7対の鰓裂に由来する。本種の英名には、one-finned shark、perlon shark、sevengill cow shark、sevengilled Mediterranean shark、sevengilled shark、sharpnose seven-gill shark、snouted seven-gill shark、slender seven-gill sharkなどがある。独自のエドアブラザメ科に分類する見解もある。

## 分布と生息域

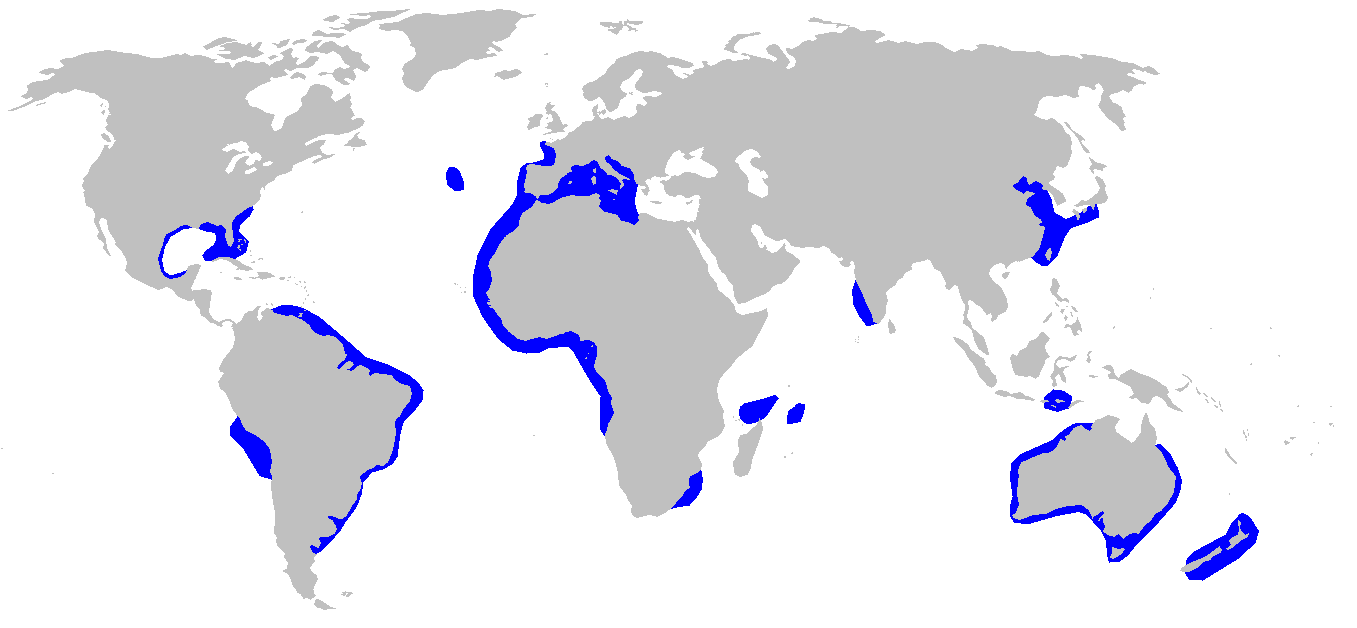
エドアブラザメの分布域

北東太平洋を除く世界中の熱帯から温帯海域に広く分布する稀種。西大西洋ではノースカロライナ州からメキシコ湾を含むキューバまで、またベネズエラからアルゼンチンまで分布する。東大西洋では地中海を含む、モロッコからナミビアまで分布する。インド洋ではインド南西部沖、アルダブラ環礁、モザンビーク南部、南アフリカで報告されている。太平洋では日本から中国、インドネシア、オーストラリア、ニュージーランド、チリ北部まで分布する。2019年9月には、イタリアの海岸で死骸が発見された。水深300 - 600 mの捕獲される底魚または底付近の種だが、時折水面近くまたは水深1,000 mで発見される。主に大陸棚と大陸斜面上部で発見され、海山の周りに集まることがある。

## 形態

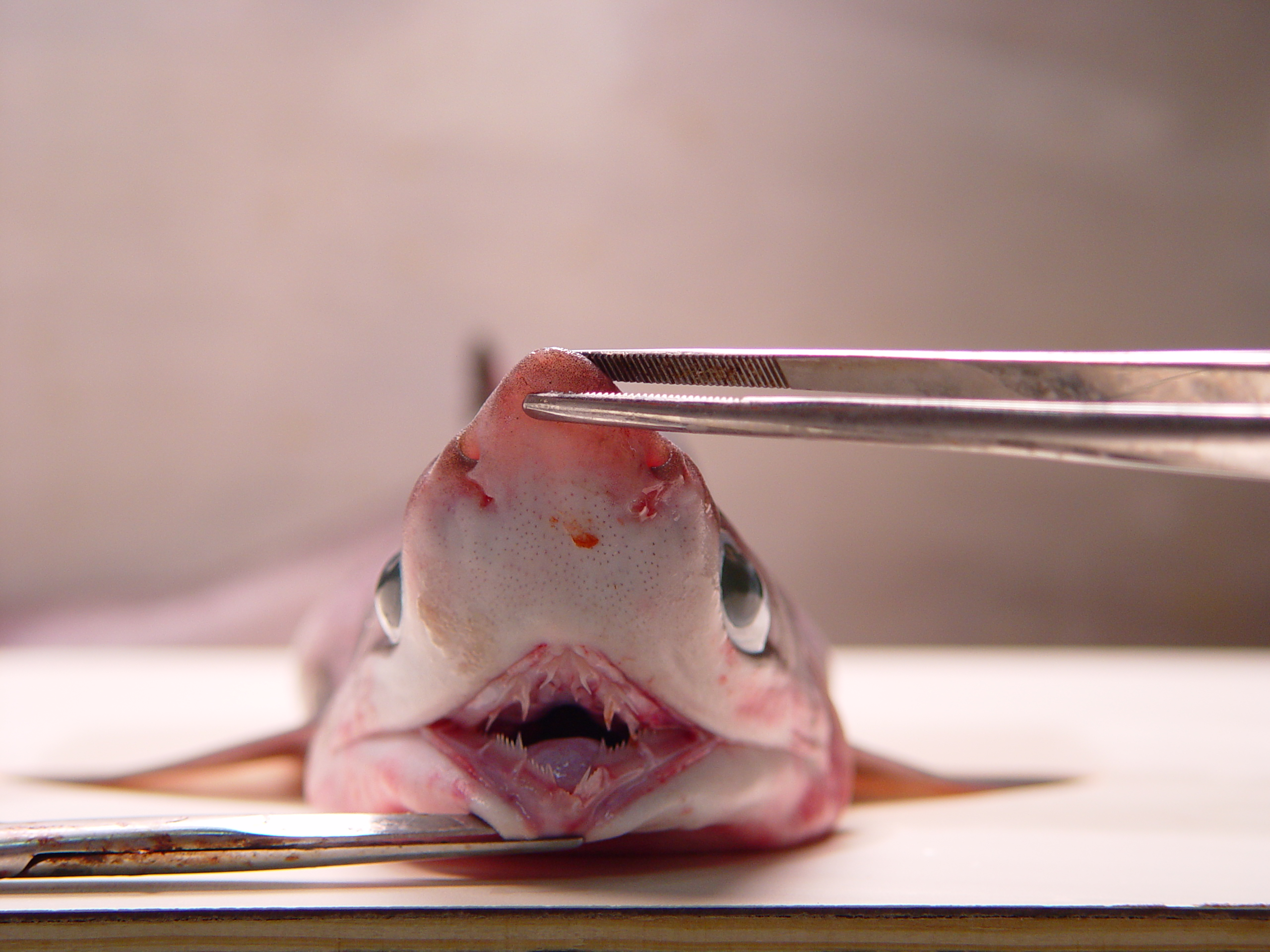
エドアブラザメの歯

全長は通常60 - 120 cmで、最大で1.4 mに達する。細長い紡錘形の体と狭く尖った頭部が特徴。眼は非常に大きく、生きた個体では緑色に蛍光する。口は狭く、強く湾曲しており、上顎の両側に9 - 11本、下顎の両側に5本ずつ歯がある。上顎の歯は細い鉤形であり、下顎の歯は幅広い櫛形で、6咬頭を備える。殆どのサメと異なり、喉まで伸びる7対の鰓裂がある。第一鰓裂が最も大きく、後方になるにつれて小さくなる。
背鰭は小さな一基のみが腹鰭の後方にあり、前縁は直線的で、先端は狭く丸みを帯びており、後縁は凹む。胸鰭は小さく、外縁はわずかに凸状。臀鰭は小さく、縁はほぼ直線的である。尾柄は長く、背鰭の起点から尾鰭までの距離は背鰭基部の2倍以上である。尾鰭は上葉が長く、欠刻がある。皮歯は非常に薄く透明で、密接に重なり合っており、横長で中央に明確な隆起があり、外側には2つの隆起があり、その先端には縁歯がある。体色は背面が濃灰色か灰褐色で、腹面は白色。個体によっては、体に暗い斑点があったり、鰭の後縁が明るいこともある。幼魚は体側面に暗色の斑点があり、背鰭と尾鰭上葉の先端に黒色斑がある。

## 生態
比較的小型の種だが、生態系においては頂点捕食者とみなされている。大西洋東部の海山では、エドアブラザメは主に硬骨魚類や頭足類を食べ、まれに小型の軟骨魚類も食べる。チュニジア沖では、甲殻類は硬骨魚類に次いで2番目に一般的な獲物である。オーストラリア沖では、本種は主に硬骨魚類を食べ、小型の個体は主にソコダラ科の Lepidorhynchus denticulatus を食べ、大型の個体はクロタチカマスやタチウオ科を多く食べる。本種は遊泳力が強く、夜間は活発に動く。大型のサメに捕食されることもある。エドアブラザメの寄生虫としては、アニサキスや線虫の Contracaecum 属、条虫の Crossobothrium dohrnii などがある。
繁殖様式は卵胎生で、明らかな繁殖期はない。雌は9 - 20尾の仔を産む。出生時の全長は約26 cm。雄は全長75 - 85 cm、雌は90 - 100 cmで成熟する。雄が性成熟すると、クラスパーの先端に粘液が生成される。

## 人との関わり
比較的小型で、一般的に深海に生息するため、人間には無害とされる。一部の深海漁業において延縄やトロール網で混獲される。魚粉や肝油の原料として利用され、肉質は良いと言われているが、弱い毒性があると考えられているため食用にはされない。捕獲されると活発に噛みつこうとするが、小型のため人間に大きな脅威を与えることはない。日本では時折飼育されている。2010年5月28日に静岡県東伊豆町北川沖の相模灘に仕掛けられた定置網で漁獲され、搬入された静岡県下田市の下田海中水族館で数日間の飼育記録がある。下田海中水族館では、1995年以前にも漁獲の記録がある。また、2016年3月17日に静岡県沼津市伊豆・三津シーパラダイスでも捕獲・飼育されている。

### 保全状況
繁殖が遅いため、深海漁業が継続的に行われている地域では個体数が減少している可能性があり、国際自然保護連合によって近危急種と評価されている。2018年6月、ニュージーランド自然保護局は、ニュージーランド近海の本種の状況は「危険」であり、加えて「海外では安全」とした。

## ギャラリー

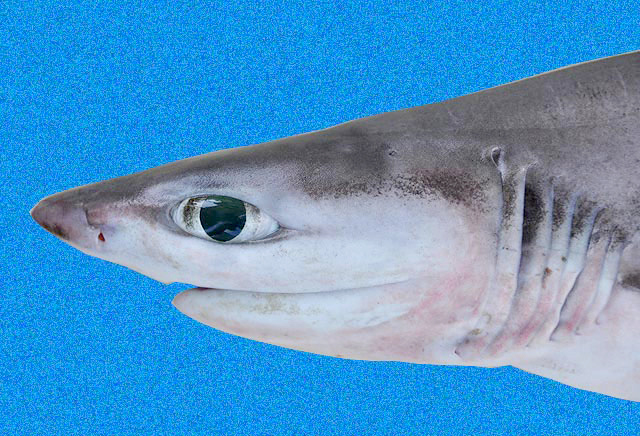
頭部
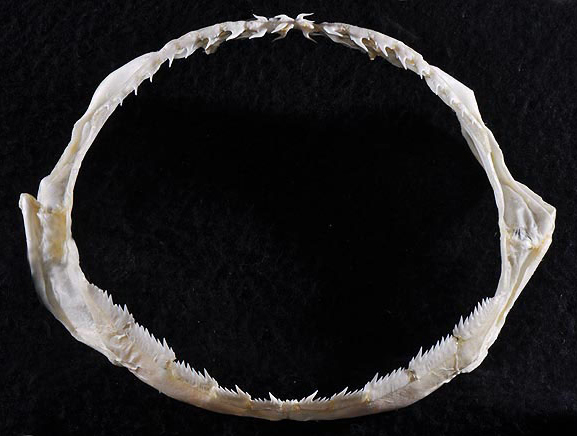
顎
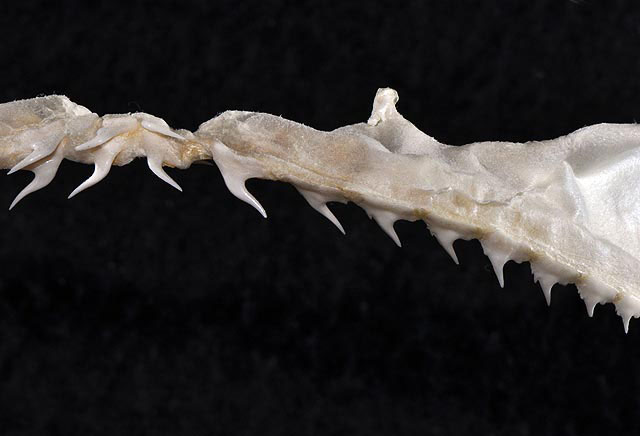
上顎歯
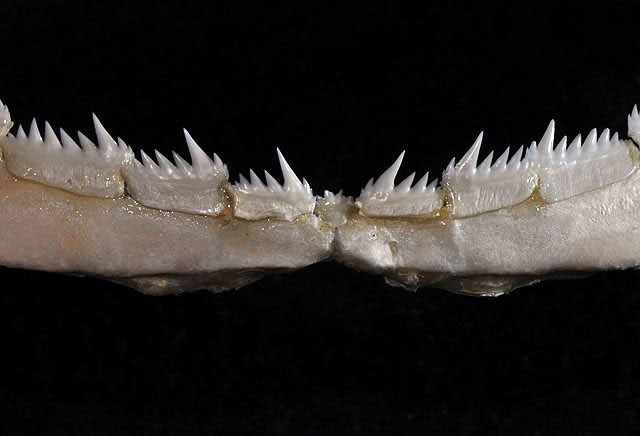
下顎歯